# 法律形式主义
法律形式主义（Legal Formalism）属于法律实证主义的法理学和法哲学。边沁的实证主义可以被看作针对的是立法机关，而法律形式主义则针对的是法官，即法律形式主义并不像实证主义那样认为法律的实质公正是无关的，而是认为，在民主社会中，那是一个立法者——而非法官——需要解决的问题。
法律形式主义认为，法官和其他公共官员对法律文本的解释应当限于其直白的意思，如果法官有权造法，而非局限于释法，那就将违反三权分立。在法律形式主义看来，法律是一系列独立于其他政治和社会制度的规则和原则。
法律形式主义和实证主义密切相关。实证主义把注意力集中在法律产生之后，而对法律如何制定、立法者向何处努力都并不关注。如果实证主义可以说是在解释“法律是什么”，那么形式主义就可以说是从实证的角度来解释法和法律体系如何运作。
与法律形式主义之相对的是法律工具主义，即一种和美国法律现实主义相关的理论。工具主义认为，为了实现好的公共政策和社会利益，可以在对法律的文本解释中进行创新，尽管法律工具论也会认为法律的目的是推动公正或保障人权。法律工具主义反对法官有权出于其对好政策的个人看法而改变法律，认为那样将破坏法治。

## 外部連結
- Social Theory of Law